# Bahamas Women's Open 2011
Il Bahamas Women's Open 2011 è stato un torneo professionistico di tennis giocato sul cemento che fa parte dell'ITF Women's Circuit nell'ambito dell'ITF Women's Circuit 2011. Si è giocato a Nassau in Bahamas dal 14 al 20 marzo 2011.

## Partecipanti

### Teste di serie
| Giocatrice | Nazionalità          | Ranking* | Testa di serie |
| ---------- | -------------------- | -------- | -------------- |
| Rep. Ceca  | Petra Kvitová        | 14       | 1              |
| Bulgaria   | Cvetana Pironkova    | 33       | 2              |
| Svizzera   | Timea Bacsinszky     | 46       | 3              |
| Canada     | Rebecca Marino       | 63       | 4              |
| Germania   | Angelique Kerber     | 67       | 5              |
| Svezia     | Johanna Larsson      | 69       | 6              |
| Australia  | Anastasija Rodionova | 72       | 7              |
| Slovacchia | Magdaléna Rybáriková | 73       | 8              |

- Ranking al 7 marzo 2011.

### Altri partecipanti
Giocatrici che hanno ricevuto una wild card:
- Timea Bacsinszky
- Petra Kvitová
- Sabine Lisicki
- Alexandra Stevenson

Giocatori passate dalle qualificazioni:
- Sophie Ferguson
- Han Xinyun
- Ol'ga Savčuk
- Heather Watson

## Campioni

### Singolare
Nastas'sja Jakimava ha battuto in finale  Angelique Kerber, 6–3, 6–2

### Doppio
Natalie Grandin /  Vladimíra Uhlířová hanno battuto in finale  Raquel Kops-Jones /  Abigail Spears, 6–4, 6–2